# 箸・スプーン置き

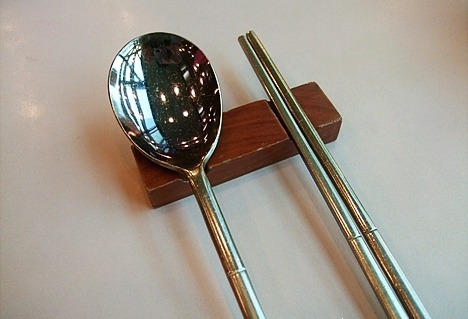
箸・スプーン置き（スジョ置き）

箸・スプーン置きは、スプーンと箸がテーブルと接触しないように用いるテーブルウェアの1つである。朝鮮料理では、スプーンと箸のセットを「スジョ」と呼ぶことから、スジョ置き(수저받침 スジョバッチム)とも呼ばれる。

## ギャラリー

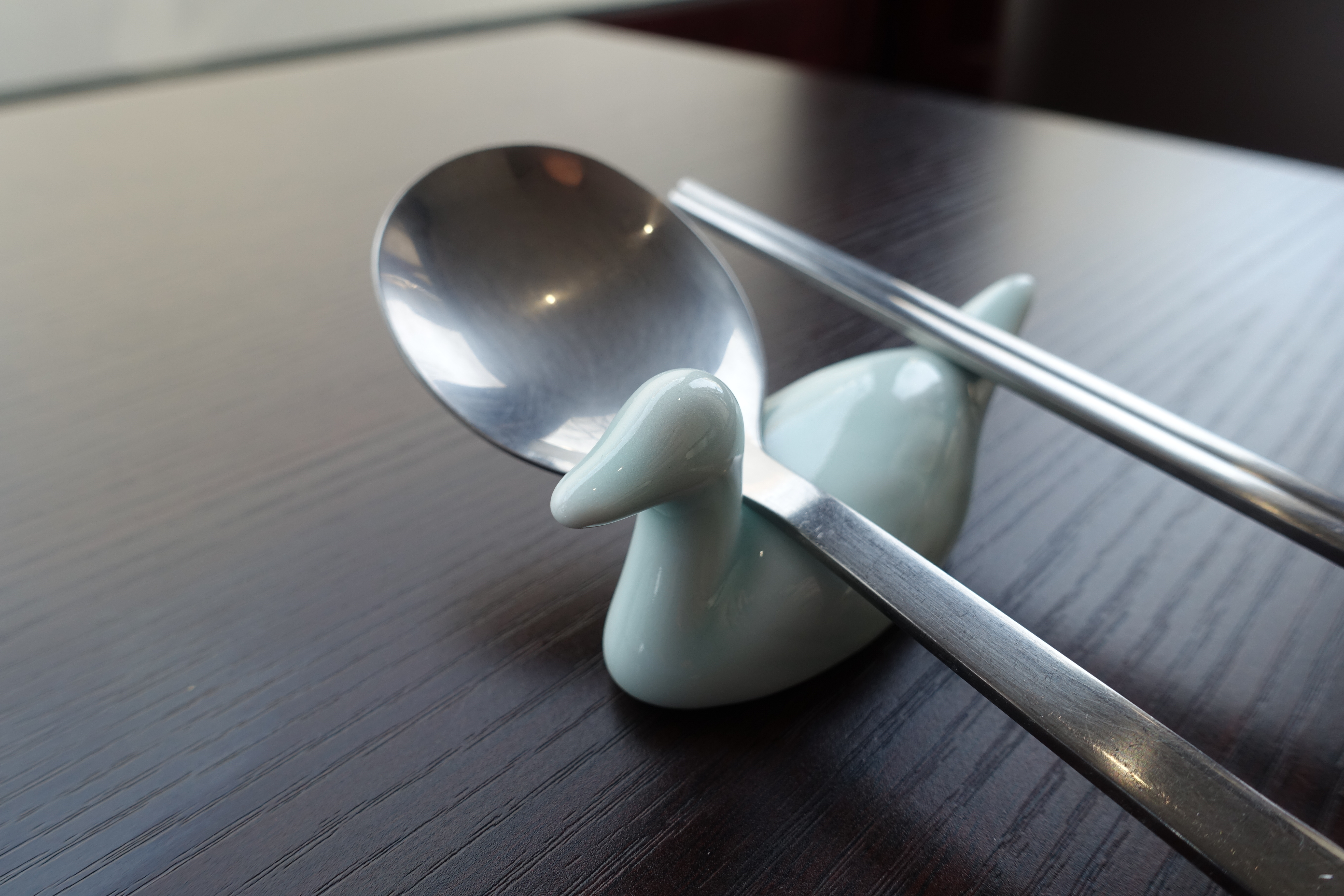
パリの朝鮮料理店にあるスジョ置き
韓国のスジョ置き
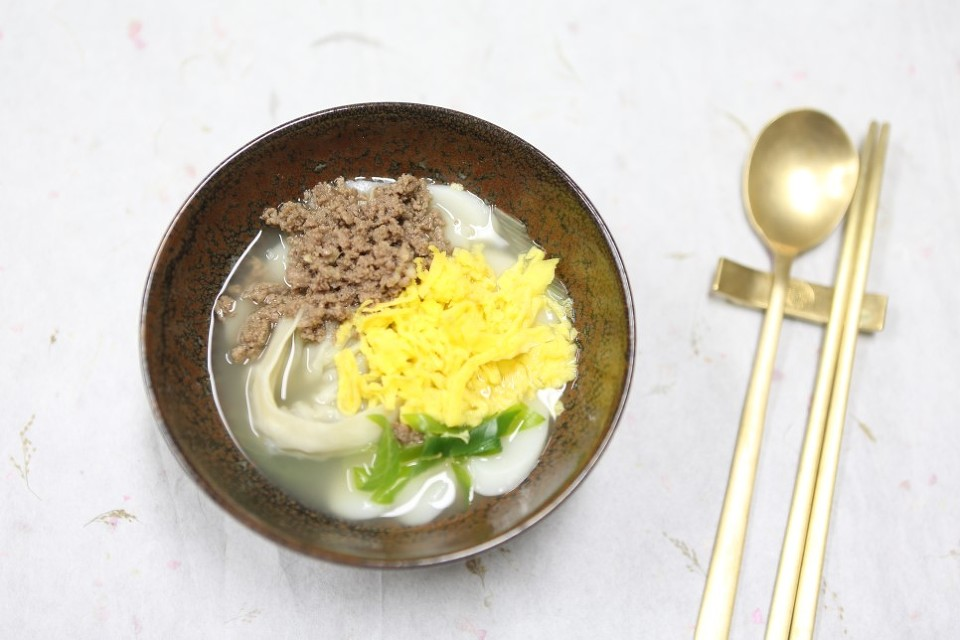
韓国のスジョ置き
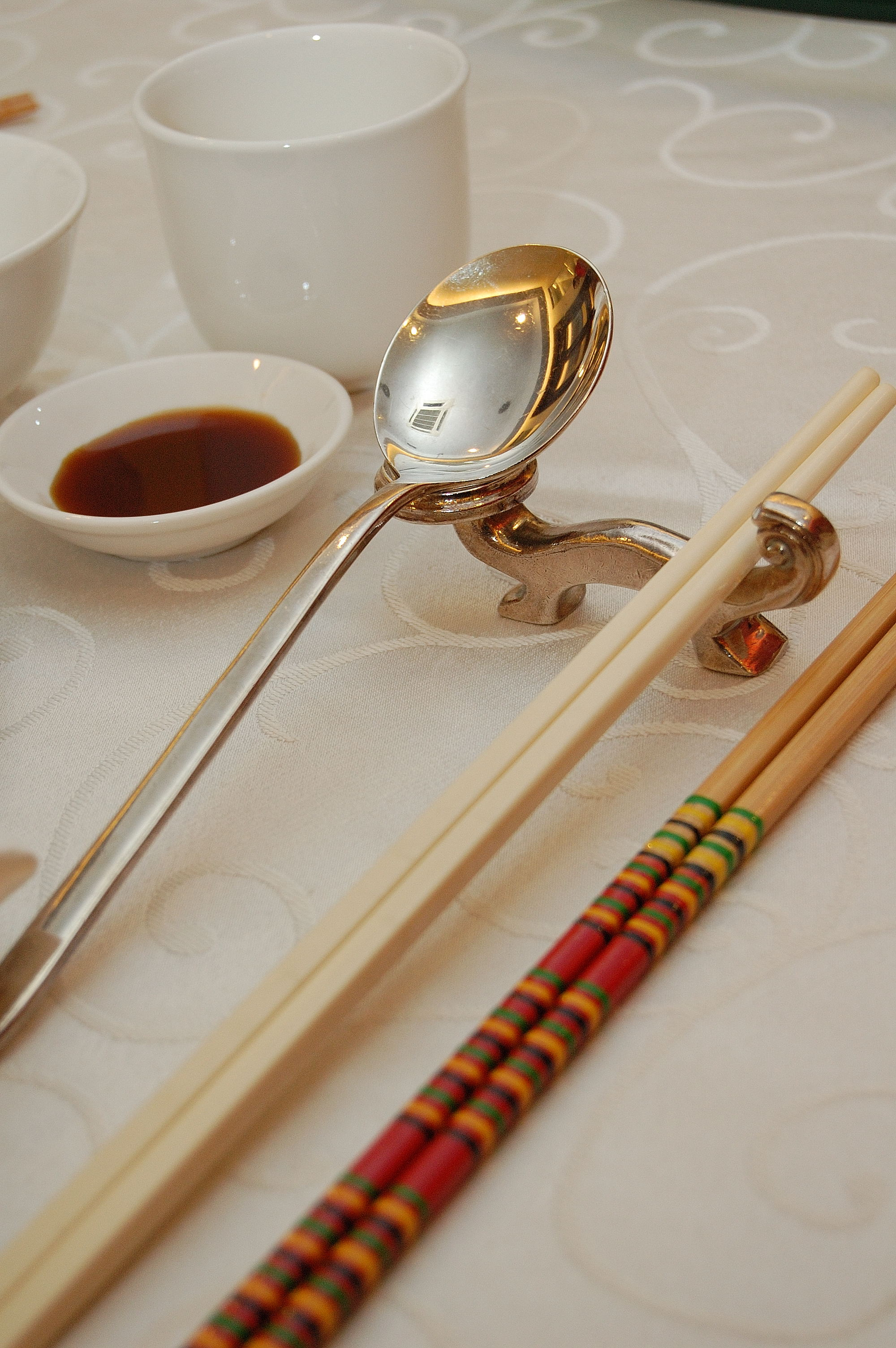
クアラルンプールの中華料理店の箸・スプーン置き
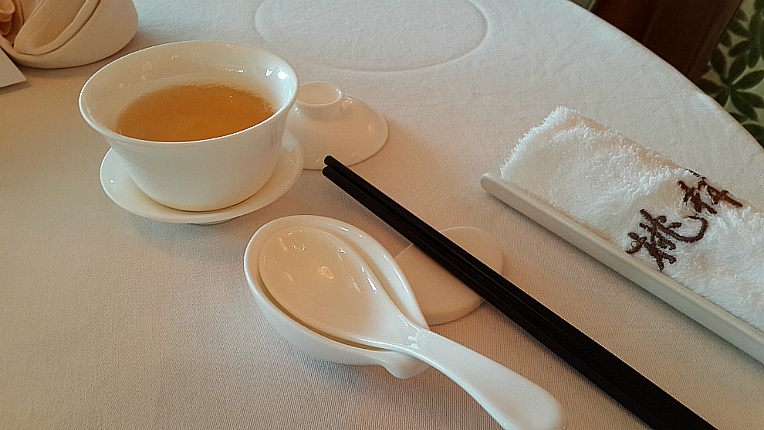
釜山の中華料理店の箸・スプーン置き